# Aibofobia
L'aibofobia è una fobia ipotetica nei confronti dei palindromi. Essendo il termine stesso palindromo, genera un paradosso comico secondo cui il nome della fobia sarebbe in grado di incutere paura in una persona che ne soffre. La parola consiste in un gioco linguistico appartenente al patrimonio lessicale e umoristico diffuso su internet. 
Infatti il prefisso "aibo" non riveste alcun ruolo semantico, ma serve unicamente come artificio per rendere palindroma la parola composta.

## Origine e diffusione
In Italia, il termine è segnalato come circolante almeno dal 2003. Tuttavia, esso è attestato anche in altri linguaggi, con origine risalente a un'epoca ben anteriore: la sua forma inglese, aibohphobia, circola almeno dal 1981, anno in cui il termine risulta inserito nel The Devil's DP Dictionary di Stan Kelly-Bootle.

## Aspetti paradossali
L'enigmista Stefano Bartezzaghi, in Lessico & Nuvole, la rubrica quotidiana di linguistica ludica da lui curata sul giornale la Repubblica, ha rilevato un altro paradosso logico, dai risvolti umoristici, relativo a tale parola e, in particolare, alla questione dell'esistenza di una tale fobia: se, dietro esplicita richiesta di un lettore, dovesse registrarsi il diniego della Zanichelli all'inserimento del relativo lemma nel vocabolario, argomentata con l'inesistenza della sindrome, si configurerebbe una fobia nei confronti di un lessema palindromo e questo dimostrerebbe l'esistenza della sindrome, rendendo illogico e ingiustificato il rifiuto opposto dalla casa editrice.
Achille Varzi, filosofo analitico della Columbia University, ha analizzato il significato del paradosso logico alla luce alla semantica della logica classica. All'interno di tale cornice, Varzi ha fatto notare come l'argomentazione del paradosso abbia la seguente forma:
Con la notazione della logica proposizionale, se si pone A = "C'è aibofobia", l'argomentazione precedente assume la seguente formalizzazione:
{\displaystyle (\neg A\rightarrow A)\rightarrow A.}
che è un'implicazione sempre vera: infatti, se si assume l'argomentazione come falsa, allora dovrà essere falso il suo conseguente ({\displaystyle A}) e, contemporaneamente, vero il suo antecedente ({\displaystyle \neg A\rightarrow A}). Ma quest'ultimo non può essere vero, dal momento che si è assunto come vero il suo antecedente ({\displaystyle \neg A}) e falso il suo conseguente ({\displaystyle A}).
Si tratta di un tipo di argomentazione logica che sottende la cosiddetta consequentia mirabilis, in cui la validità di un'affermazione viene fatta scaturire dalla constatazione di inconsistenza logica della sua negazione.